# Daniel Santos do Carmo

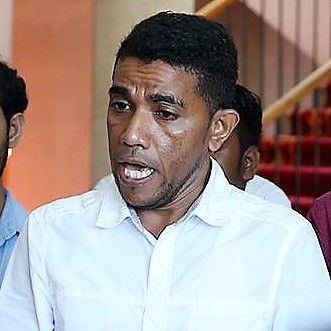
Daniel Santos do Carmo (2019)

Daniel Santos do Carmo ist ein osttimoresischer Menschenrechtsaktivist. Seit 2007 ist er Direktor der Nichtregierungsorganisation Hametin Demokrasia no Igualidade (deutsch Demokratie und Gleichheit stärken). 2018 folgte Carmo Arsénio Pereira da Silva als Executive Director des osttimoresischen NGO-Netzwerks Forum Organizasaun Naun Govermentál Timor-Leste (FONGTIL). Das Amt hatte er bis 2021 inne.